# Gorechtkanaal
Het Gorechtkanaal was een kanaal in de Nederlandse stad Groningen, dat een verbinding vormde tussen het Damsterdiep in het zuiden en het Ooster(stads)hamrikkanaal in het noorden. Het liep dwars door de Oosterparkwijk. 
Het kanaal werd voor het eerst geprojecteerd in 1898 als verbindingskanaal tussen het Damsterdiep en het Boterdiep. In 1915 werd begonnen met het onteigenen van de gronden en het bouwrijp maken. In 1919 werd het zuidelijke deel van het geplande kanaal gegraven. Voor het laden en lossen werden ook spoor- en tramlijnen langs het kanaal geprojecteerd in de plannen.
Het kanaal werd vooral gebruikt voor het vervoer van steenkolen naar de gasfabriek (tegenwoordig onderdeel van CiBoGa) en elektriciteitscentrale en voor het vervoer van zand en stenen voor de stadsuitbreiding en de bouw van het Academisch Ziekenhuis.

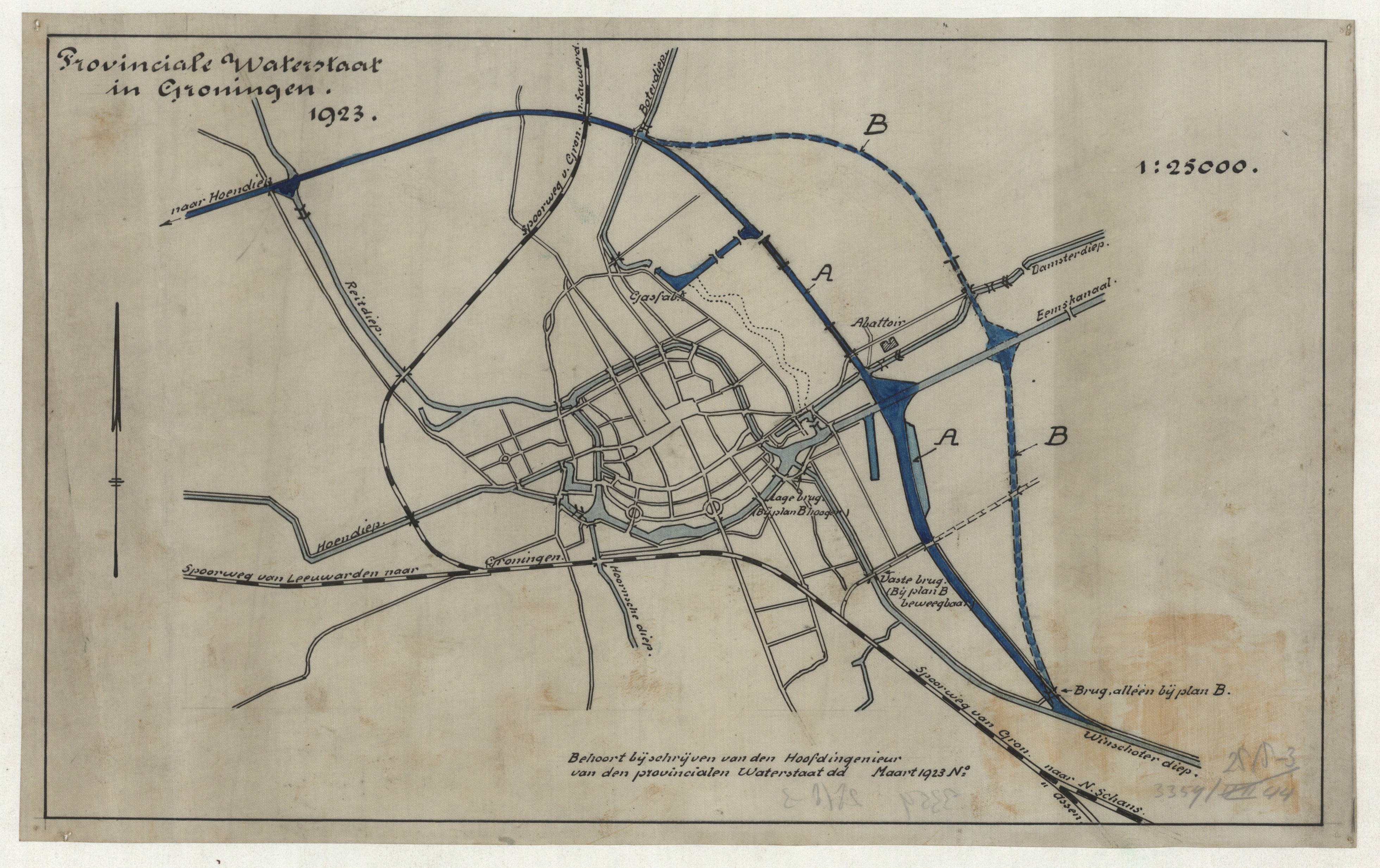
Plannen in 1923 voor een kanaal om de stad, dichter bij de stad dan het latere Van Starkenborghkanaal. Plan A voorzag in een verdere uitbreiding van het Gorechtkanaal.

Na het graven van het Van Starkenborghkanaal in de jaren 1930 werd het kanaal overbodig, omdat de scheepvaart hierdoor om de stad kon worden geleid. Het zuidelijkste deel werd daarop in 1938 gedempt, zodat het kanaal voortaan doodliep op het Linnaeusplein. Het restant van het kanaal is nog te herkennen aan de vijvers tussen de Gorechtkades. Het noordelijke deel naar het Boterdiep is nooit gerealiseerd.
Berlage en Mulock Houwer voorzagen in hun uitbreidingsplannen voor Groningen in een 'industriestrook' ten oosten van Gorechtkanaal en Oosterhamrikkanaal voor handels- in industriebedrijven. Door de grote bevolkingsgroei stond het stadsbestuur echter onder druk om er woningen te bouwen. De crisisjaren 1930 zorgden ervoor dat er geen bedrijven kwamen. Toch wilde de gemeente de grond niet opgeven. Pas na de Tweede Wereldoorlog, toen delen van het kanaal al lang gedempt waren, werd begin jaren 1950 toestemming gegeven voor de bouw van woningen ten oosten van het vroegere kanaal, langs de Gorechtkade. De restanten van het kanaal werden daarop omgevormd tot een drietal vijvers omringd door een park. Het Oosterhamrikkanaal behield zijn functie doordat het gebruikt werd voor de gasfabriek en daar werd wel een 'industriestrook' gerealiseerd, hetgeen anno 2023 grotendeels vervangen is door woningbouw.